# هتل کلارک
هتل کلارک (انگلیسی: Hotel Clark) معروف به کلارک هتل، یک ساختمان تاریخی در شهر لس آنجلس، آمریکا است.
در حال حاضر از این مکان به عنوان یک مکان اقامتی استفاده می‌شود.